# 8805 Petrpetrov
8805 Petrpetrov è un asteroide della fascia principale. Scoperto nel 1981, presenta un'orbita caratterizzata da un semiasse maggiore pari a 2,3407854 UA e da un'eccentricità di 0,1540026, inclinata di 2,76766° rispetto all'eclittica.
L'asteroide è dedicato allo scienziato sovietico Petr Petrovich Petrov.